# Іди вперед або помри
«Іди вперед або помри» (англ. «March or Die»), також відомий як «Легіонери» — американсько-британський пригодницький кінофільм 1977 року, знятий режисером Діком Річардсом на кіностудії «Columbia Pictures».

## Сюжет
Майор Іноземного легіону Фостер (Джин Гекмен), американець, який нещодавно повернувся з Першої світової війни, вирушає з групою археологів як військовий супровід. Один із членів групи, шахрай Марко (Теренс Гілл) приєднався до експедиції лише для того, щоб уникнути в'язниці. Загін приїжджає до невеликого села, де археологи збираються шукати стародавні поховання арабів. Місцеві жителі вважають це образою та збираються атакувати загін.

## У ролях
- Теренс Гілл — Марко
- Джин Гекмен — Вільям Шерман Фостер
- Катрін Денев — С. Пікард
- Ієн Голм — Ель Крім
- Макс фон Сюдов — головна роль
- Джек О'Геллорен — роль другого плану
- Рюфюс — роль другого плану
- Марсель Боццуффі — роль другого плану
- Андре Пенверн — роль другого плану
- Вернон Добчефф — роль другого плану
- Марне Мейтленд — роль другого плану
- Луїджі Бонос — роль другого плану
- Вольф Калер — роль другого плану
- Жан Шампьон — роль другого плану
- Волтер Готелл — роль другого плану
- Пол Ентрім — роль другого плану
- Кетрін Віллмер — роль другого плану
- Арнольд Даймонд — роль другого плану
- Ліліана Ровер — роль другого плану
- Матіас Хелл — роль другого плану
- Франсуа Валорб — роль другого плану
- Ернест Мішко — роль другого плану
- Гай Дегі — роль другого плану
- Жан Ружері — роль другого плану
- Гі Мересс — роль другого плану
- Ів Бреннер — роль другого плану
- Гі Марлі — роль другого плану
- Елізабет Мортенсен — роль другого плану
- Лейла Шенна — роль другого плану
- Луїс Барбу — роль другого плану
- Клеман Арарі — роль другого плану
- Ліля Кедрова — роль другого плану

## Знімальна група
- Режисер — Дік Річардс
- Сценарист — Едвард Ді Лоренцо
- Оператор — Джон Олкотт
- Композитор — Моріс Жарр
- Художник — Гіл Паррондо
- Продюсери — Джеррі Брукгаймер, Лью Грейд